# العاصي بن شريم الشمري
العاصي بن كليب بن حمدان بن شريم الشمري كان عضوا في قسم عبدة ينتمي لقبيلة شمر، وكان رئيس قبيلة شمر السابق، شيخ  قبيلة شمر.
العاصي الشمري هو والد فهدة بنت العاصي بن شريم الشمري الذي كان زوجة أمير آل رشيد العاشر، سعود بن عبد العزيز بن متعب الرشيد (الذي قتل على يد ابن عمه في عام 1920) والملك عبد العزيز آل سعود (زوجته الثامنة). كانت واحدة من امرأتين من الراشد تزوجته. كانت والدة عبد العزيز (مواليد 1916) ومشعل (مواليد 1918) وكذلك الملك عبد الله بن عبد العزيز آل سعود، الملك السادس لـ المملكة العربية السعودية، الأميرة نوف بنت عبد العزيز آل سعود و الأميرة صيتة بنت عبد العزيز آل سعود.